# Lagorai
Lagorai ist der Name einer Bergkette in den Fleimstaler Alpen im Trentino, Italien. Die Bergkette aus Porphyr mit ihren schwarzen, rötlichen oder grünlichen Felswänden entstand aus vulkanischer Tätigkeit vor 290 Millionen Jahren.
Höchster Gipfel ist die Cima di Cece mit 2754 m s.l.m. Der Ostteil der Kette gehört zum Naturpark Paneveggio – Pale di San Martino.

## Umgrenzung
Die Lagorai-Kette zieht sich in Ost-West-Richtung vom Passo Rolle bis nach Pergine Valsugana. Im Osten wird sie eingegrenzt vom Torrente Cismon, der vom Passo Rolle in südlicher Richtung durch das Primiero fließt. Im Norden wird sie vom Travignolotal begrenzt, das sich vom Passo Rolle bis nach Predazzo hinzieht. Im weiteren Verlauf bildet der Avisio im Fleims- und Cembratal die nordwestliche Grenze des Lagorai. Im Süden wird er vom Vanoi, einem rechten Nebenfluss des Cismon, sowie von den Tälern Calamento und Campélle eingegrenzt. Letztere sind nördliche Seitentäler der Valsugana und bilden auch die Trennlinie zum Granitmassiv der Cima d’Asta. Im Westen bildet der Lago di Lases zwischen dem Cembratal und Baselga di Piné sowie der Torrente Silla, der den Abfluss aus dem Lago della Serraia bei Baselga di Pinè bildet und westlich von Pergine Valsugana in den Fersina mündet, die äußerste westliche Grenze.
Westlich des Passo Manghen bildet die Lagorai-Kette mit dem Monte Croce und Bergen des oberen Fersentals zwei Untergruppen. Sie ist die größte und am wenigsten besiedelte Bergkette des Trentino.

## Höchste Gipfel
- Cima di Cece 2754 m im östlichen Bereich
- Cimon Lastè delle Sute 2616 m im zentralen Bereich
- Monte Croce 2490 m im westlichen Bereich

## Geologie

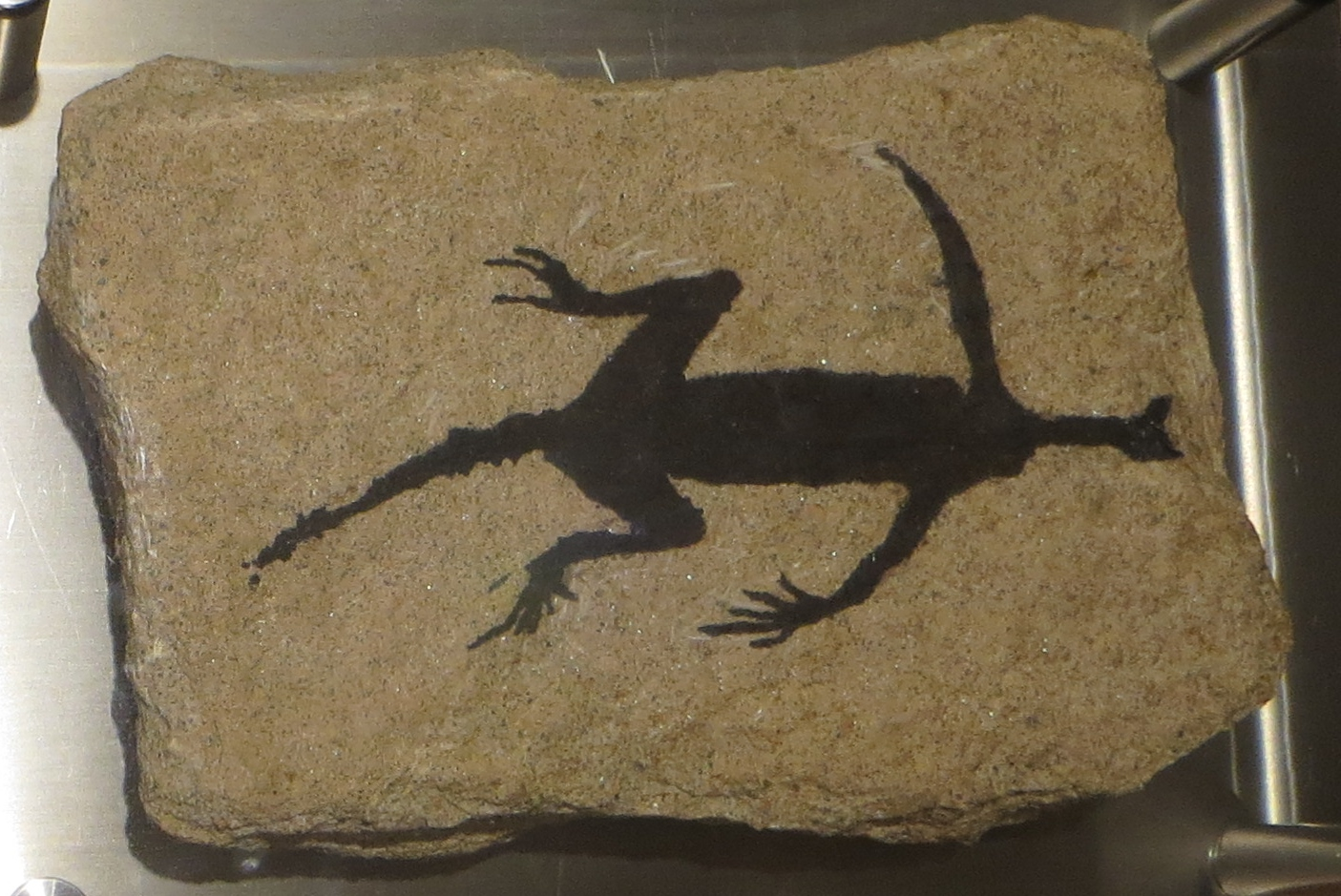
Tridentinosaurus antiquus (Kopie aus dem Naturmuseum Südtirol)

Die Lagorai-Kette ist Teil der Etschtaler Vulkanit-Gruppe, die im Cisuralium vor 290 bis 270 Millionen vor Jahren entstanden ist. Sie besteht aufgrund der Magmendifferentiation aus unterschiedlich alten Vulkaniten, wie Andesit, Rhyolith, Rhyodazit und Dazit. Verallgemeinernd wird das Gestein des Lagorai auch nur als Porphyr bezeichnet. Die Bezeichnung Lagorai-Porphyr geht auf Giovanni Battista Trener zurück, der diese 1904 erstmals verwendete.
Bei den Vulkanen handelte es sich um subaerische Vulkane, die an Land oder über der Wasseroberfläche aktiv waren. Ausgestoßene Ignimbriten erreichen im Lagorai eine Stärke von bis zu 2000 m. Auf die subaerische Aktivität weisen auch Fossilienfunde hin. Von dem 1931 bei Stramaiolo nördlich von Baselga di Pinè entdeckten Tridentinosaurus antiquus sind allerdings nur die Hinterbeine erhalten. 
Die kleine Eidechse lebte im unteren Pern und starb vor dem Erscheinen der Dinosaurier aus. Das Fossil ist im Museum für Geologie und Paläontologie der Universität Padua ausgestellt. Das Fossil ist eine Teilfälschung, weil es partiell mit schwarzem Lack ergänzt wurde.

## Geschichte

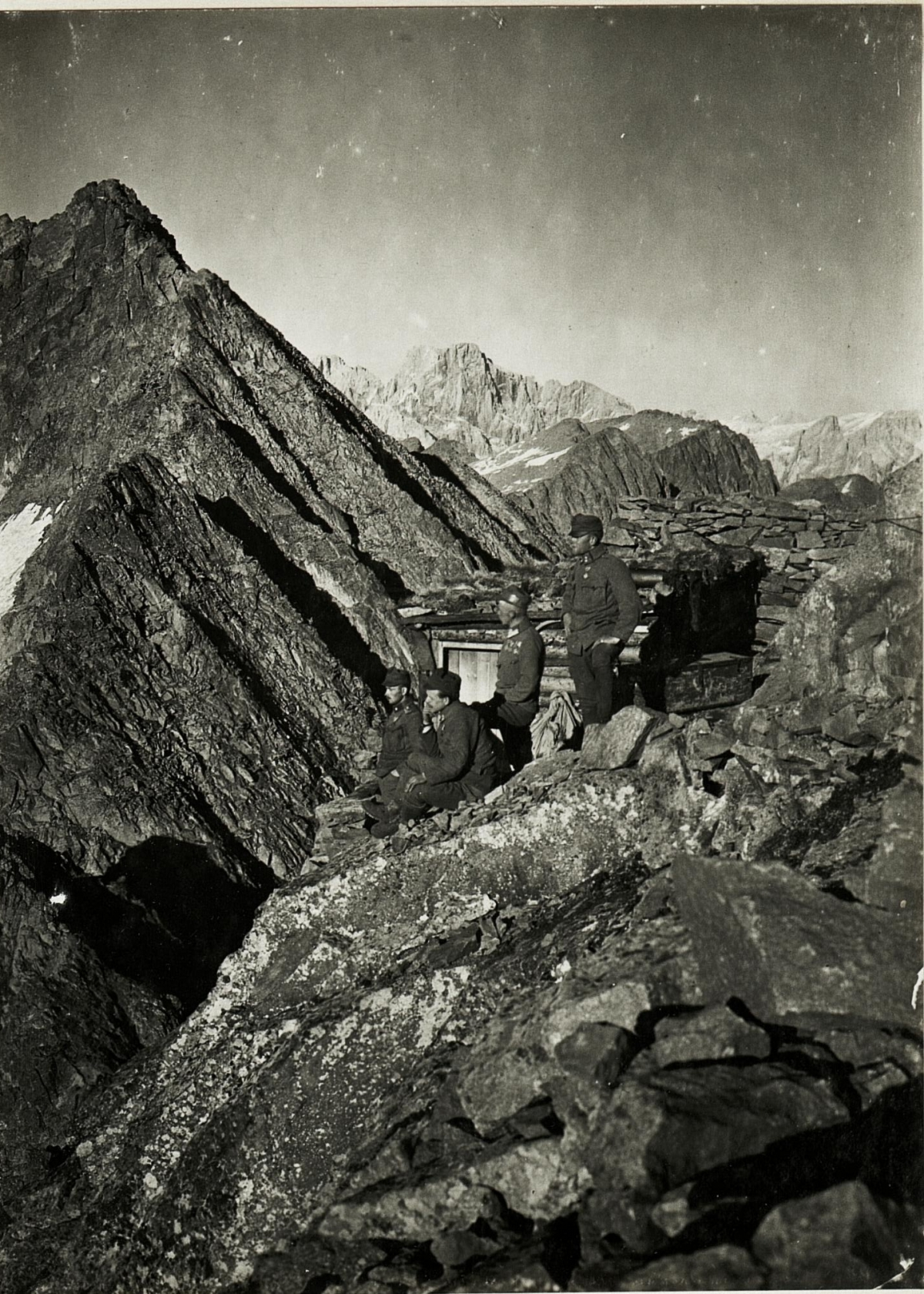
Österreichisch-ungarische Feldwache auf kleiner Cece

Im Ersten Weltkrieg stellte der Lagorai insbesondere im Jahr 1916 einen der wichtigeren Nebenkriegsschauplätze an der Italienfront dar. Nach dem italienischen Kriegseintritt im Mai 1915 lag die Bergkette zunächst nicht im Mittelpunkt des militärischen Interesses. Die österreichisch-ungarische Armee hatte sich auf leichter zu verteidigende Positionen zurückgezogen und weite Bereiche zwischen der Valsugana und dem Lagorai geräumt. Nur notdürftig besetzten Standschützen, unterstützt von Einheiten des Deutschen Alpenkorps diese neu eingerichtete Verteidigungslinie. Die italienische Armee ihrerseits konzentrierte sich auf die Kämpfe an der Isonzofront und rückte nur zögerlich entlang der Flüsse Brenta und Cismon Richtung Osten und Norden vor. Auf diese Weise gelangten das dem Lagorai südlich vorgelagerte Massiv der Cima d’Asta kampflos in italienischen Besitz. Bis zum Beginn des Winters verlief die Frontlinie von Borgo Valsugana nördlich über das Val Calamento und Val Campelle bis zum Passo Cinque Croci, und berührte dabei die eigentliche Lagoraikette nur am Rande.
Zu Beginn des Jahres 1916 konzentrierten sich die italienische Angriffsversuche auf die unmittelbar nördlich der Valsugana liegenden Ausläufer der westlichen Lagoraikette zwischen den Orten Borgo Valsugana und Levico Terme. Diese verlustreichen Angriffe, bei denen zum ersten Mal mit der Compagnia della Morte und Vorläufer der Arditi Sturmtruppen eingesetzt wurden, endeten ohne wesentliche Veränderungen am Frontverlauf. Während der österreichisch-ungarische Frühjahrsoffensive, die diesen Frontbereich nur unwesentlich streifte, wurden die Italiener um Borgo Valsugana wieder zurückgedrängt.
Dieses Bild änderte sich drastisch im Sommer 1916, als der italienische Generalstabschef Cadorna die Fleimstaloffensive westlich des Passo Rolle am östlichen Hauptkamm der Lagoraikette einleitete. Mit dieser Offensive wollte man österreichisch-ungarische Kräfte binden, die damit nicht an der Hauptfront am Isonzo zur Verfügung standen. Unter dem Einsatz zahlreicher Alpini-Bataillone und unter großen Verlusten, gelang es zwischen Juli und Oktober 1916 aber nur einzelne Bergspitzen zu besetzen, darunter den Monte Cauriol, die Südspitze der Busa Alta oder Kaiserspitze und den östlichen Gipfel des Colbricon. Insbesondere die Besetzung des Cauriol wurde von italienischer Seite als großer Erfolg angesehen, da man dadurch Einblicke auf die Nachschubverbindungen des Gegners, wie der Fleimstalbahn, erhalten hatte und sie dementsprechend gezielt mit der eigenen Artillerie unter Beschuss nehmen konnte. Alle anderen Abschnitte konnten von den österreichisch-ungarischen Truppen, die sich insbesondere aus Landesschützen zusammensetzten, gehalten werden. Nach dem strengen Winter 1916/17 festigten sich die Stellungen auf dem Lagorai und es kam zu keinen weiteren größeren Angriffsversuchen auf beiden Seiten. Lediglich mit Hilfe des Minenkrieges am Colbricon und an der Busa dell’Oro versuchten die Italiener sich ohne Erfolg Vorteile zu verschaffen.
Mit dem Zusammenbruch der italienischen Isonzo- und Dolomitenfront infolge der Zwölften Isonzoschlacht räumten die Italiener im November 1917 den Lagorai, damit endeten auch die kriegerischen Ereignisse in diesem Abschnitt.

## Alpinismus

### Wanderwege
Durch die Lagorai-Kette führen zahlreiche Wanderwege, die dem Wegenetz des Trentiner Bergsteigervereins (SAT) angehören. Daneben wird er auch von einigen Fernwanderwegen wie dem E5 oder dem Sentiero della Pace, dem Friedensweg, berührt, der an den Stellungen der ehemaligen Fleimstalfront vorbeiführt. Der Translagorai quert dagegen den Lagorai-Kamm in seiner gesamten Ausdehnung von der Panarotta oberhalb von Levico Terme in der Valsugana bis zum Passo Rolle. Für die anstrengende Querung, die auch in umgekehrter Richtung möglich ist, werden fünf bis sechs Tage benötigt, wobei man wegen fehlender bewirtschafteter Schutzhütten zum Teil in einfachen Biwakunterkünften übernachten muss.

### Schutz- und Biwakhütten
- Rifugio Cauriol, 1600 m s.l.m., privat, Val Sadole
- Rifugio Ertele, 1460 m s.l.m., privat, Panarotta
- Rifugio Laghi di Colbricon, 1927 m s.l.m., privat, westlich des Passo Rolle
- Rifugio Lago Erdèmolo, 2024 m s.l.m., privat, Lago Erdèmolo
- Rifugio Refavaie, 2163 m s.l.m., privat, im Vanoi
- Rifugio Serot, 1566 m s.l.m., privat, Valsugana bei Roncegno
- Rifugio Sette Selle, 1978 m s.l.m., SAT, Val Laner
- Rifugio Tonini, 1906 m s.l.m., SAT, oberes Val Sprugio

Biwakhütten im westlichen Lagorai:
- Baito Valletta Alta, 1709 m s.l.m. ⊙
- Bivacco al Mangheneto, 2060 m s.l.m. ⊙
- Malga Vasoni Alta, 1973 m s.l.m. ⊙

Biwakhütten im zentralen Lagorai:
- Baito dei Manzi, 2047 m s.l.m. ⊙
- Baito dei Slavazi, 1955 m s.l.m. ⊙
- Baito del Pignaro, 1909 m s.l.m. ⊙
- Casèra delle Capre, 1610 m s.l.m. ⊙

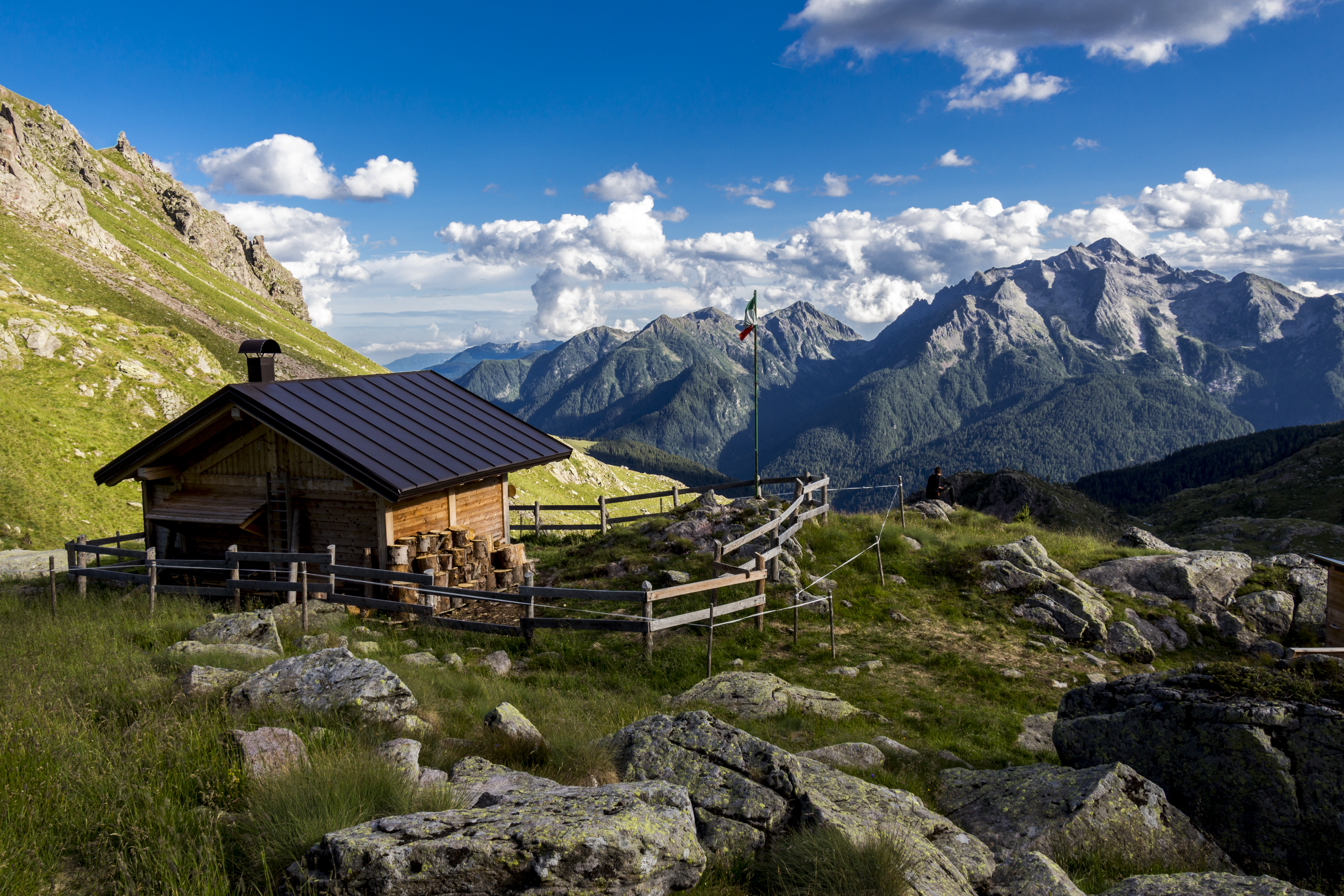
Bivacco Forcella Coldosè

- Malga Nuova di Val Moéna, 1744 m s.l.m. ⊙
- Rifugio forestale Cupola, 1544 m s.l.m. ⊙

Biwakhütten im östlichen Lagorai:
- Bivacco Aldo Moro, 2565 m s.l.m. ⊙
- Bivacco Paolo e Nicola, 2180 m s.l.m. ⊙
- Baito di Morégna, 2081 m s.l.m. ⊙
- Bivacco Forcella Coldosè, 2168 m s.l.m. ⊙
- Malga Miesnotta di Sopra, 1876 m s.l.m. ⊙